# BYD Sealion 05 EV
O BYD Sealion 05 EV é um SUV compacto crossover totalmente elétrico desenvolvido e produzido pela fabricante chinesa BYD Auto. Lançado em março de 2025, o veículo é um membro da linha "Ocean Series" da BYD, que também inclui modelos como o BYD Seal e o BYD Dolphin, e posiciona-se como um modelo crucial para a marca no competitivo segmento de SUVs elétricos.[carece de fontes?]
Construído sobre a moderna plataforma e-Platform 3.0 Evo, o Sealion 05 EV incorpora a linguagem de design "Ocean Aesthetics" da BYD e está equipado com a avançada tecnologia de baterias Blade LFP da empresa. O modelo foi projetado para competir globalmente com outros SUVs elétricos, como o Tesla Model Y.[carece de fontes?]

### Exterior
A dianteira do veículo é fechada, típica de carros elétricos, com faróis em formato de "C" que criam uma assinatura luminosa distinta. As linhas da carroceria são fluidas e dinâmicas, com maçanetas embutidas que contribuem para a aerodinâmica e um visual limpo. A traseira apresenta lanternas interligadas por uma barra de LED, um elemento de design que se tornou característico nos modelos recentes da BYD. Ao contrário do estilo "fastback" de outros modelos da linha Sealion, como o 07, o Sealion 05 EV adota um formato de SUV mais tradicional, priorizando o espaço interior e a praticidade.

## Especificações Técnicas
O BYD Sealion 05 EV é oferecido com duas opções de motorização e bateria, ambas com tração traseira.

### Motorização e Bateria
| Versão         | Potência        | Torque  | Bateria (LFP Blade) | Autonomia (CLTC) |
| -------------- | --------------- | ------- | ------------------- | ---------------- |
| Standard Range | 140 kW (190 cv) | 330 N⋅m | 50,05 kWh           | 430 km           |
| Long Range     | 160 kW (218 cv) | 330 N⋅m | 60,9 kWh            | 520 km           |

Nota: A autonomia oficial segundo o ciclo WLTP ainda não havia sido divulgada até junho de 2025. O carregamento rápido DC permite recarregar a bateria de 30% a 80% em aproximadamente 18 minutos.[carece de fontes?]

### Desempenho
- Aceleração (0–100 km/h):
  - 7,6 segundos (versão de 140 kW)
  - 7,2 segundos (versão de 160 kW)
- Velocidade máxima: 180 km/h (limitada eletronicamente)[carece de fontes?]

### Chassi e Dimensões
- Plataforma: e-Platform 3.0 Evo
- Suspensão dianteira: MacPherson
- Suspensão traseira: Multi-link
- Comprimento: 4520 mm
- Largura: 1860 mm
- Altura: 1630 mm
- Distância entre eixos: 2720 mm
- Peso em ordem de marcha: 1725–1785 kg

## Tecnologia e Segurança

### Sistemas de Assistência ao Condutor (ADAS) - DiPilot 100
O Sealion 05 EV está equipado com o sistema ADAS "God's Eye C" (DiPilot 100), uma solução avançada de assistência ao condutor desenvolvida pela BYD. Este sistema utiliza um conjunto de câmaras e radares (sem LiDAR) para fornecer funcionalidades de Nível 2+, incluindo:[carece de fontes?]
- Controle de cruzeiro adaptativo (ACC)
- Assistente de Permanência em Faixa (LKA)
- Reconhecimento de Sinais de Trânsito (TSR)
- Frenagem Automática de Emergência (AEB)
- Assistente de Navegação em Autoestrada (Navigate on Autopilot - NOA)

### Classificações de Segurança
Até junho de 2025, o BYD Sealion 05 EV ainda não havia sido submetido a testes de colisão por organizações independentes como o Euro NCAP ou o China New Car Assessment Program (C-NCAP).

## Mercado e Recepção

### Posicionamento e Concorrentes
Na China, o BYD Sealion 05 EV foi lançado com preços entre 117.800 e 137.800 yuan (aproximadamente 16.500 a 19.300 dólares americanos na data de lançamento), posicionando-se como um concorrente direto de modelos como o Tesla Model Y, Geely EX5 e Leapmotor C10.[carece de fontes?]
Para o mercado internacional, incluindo o Brasil, a chegada do Sealion 05 EV é esperada, embora a BYD ainda não tenha confirmado oficialmente datas ou preços. Especulações da imprensa brasileira sugerem que o modelo poderia ser posicionado em uma faixa de preço competitiva para desafiar outros SUVs elétricos no país.

### Recepção da Crítica
As primeiras análises e test-drives da imprensa especializada foram amplamente positivos. Os críticos elogiaram o conforto da suspensão, o isolamento acústico da cabine e a qualidade geral do interior, considerando-o um avanço significativo em relação a modelos anteriores da marca. A relação custo-benefício, combinando um design moderno, tecnologia avançada e um preço competitivo, foi apontada como o principal trunfo do veículo.[carece de fontes?] O design "Ocean Aesthetics" também foi bem recebido, sendo descrito como mais maduro e elegante.